# Федотов, Григорий Иванович
Григо́рий Ива́нович Федо́тов (11 [24] апреля 1916, Богородск, Московская губерния — 8 декабря 1957, Москва, РСФСР, СССР) — советский футболист, нападающий, тренер. Капитан команды ЦДКА. Заслуженный мастер спорта СССР (1940). Чемпион III Летней Рабочей Олимпиады в Антверпене (1937).
Сын — футболист и тренер Владимир Федотов (1943—2009).

## Биография
Григорий Федотов родился в посёлке Глухово — районе города Богородска (ныне Ногинск) 22 марта 1916 года. Отец — крестьянин деревни Овсянниковой Гутневской волости Лихвинского уезда Калужской губернии Иван Тимофеевич Федотов. Мать — Вера Федотовна.
Любовь к спорту развил у него школьный учитель физкультуры Иван Сергеевич Полозов. После школы поступил в ФЗУ (школа фабрично-заводского ученичества). Ярко проявил себя в матче взрослых команд посёлка Глухово (она была создана при местной текстильной мануфактуре). Играть начал в клубе «Металлург» московского завода «Серп и молот», где быстро стал любимцем публики, несмотря на свой юный возраст. Его очень скоро заметили, и с 1938 года он был приглашён в ЦДКА, где сразу же попал в основной состав и стал ведущим форвардом команды.
27 октября 1940 получил страшную травму руки во время матча ЦДКА — «Спартак» (Москва): откликаясь на передачу слева, рванул к мячу, а в это время кто-то из защитников схватил его за руку — сила инерции была настолько велика, что рука выскочила из сустава. От последствия этой травмы Федотов так и не оправился. Стал играть с тугой повязкой и избегать столкновений. Ноющую боль в суставе зачастую пытался глушить с помощью алкоголя. Тем не менее благодаря огромному природному дару Григорий Федотов и после войны был в числе лучших — исполняя в основном «диспетчерские» обязанности, успевал в промежутках много забивать.
Во время войны, как и большинство футболистов-офицеров, был направлен в тыл заниматься эвакуацией, охраной объектов и т. п. В 1943 команду собрали вновь и стали проводить матчи с другими уцелевшими клубами, а в 1945 возобновили первенство страны. Григорий Иванович был выбран капитаном команды, вместе с ним в нападении стал играть Всеволод Бобров, вдвоём они составляли ту ударную силу, которая помогла армейцам три года подряд становиться чемпионами страны и дважды завоевать Кубок.
В 1949 году Федотов, став лучшим бомбардиром команды, перешёл в помощники тренера родной команды; его ещё до войны преследовали травмы и с годами их становилось только больше.
Окончил школу тренеров при ГЦОЛИФК.
На должности тренера проработал до своей кончины в 1957 году.

### Стиль игры

Григорий Федотов (4-й справа) в составе команды «Серп и Молот». 1934 год

В анкете газеты «Советский спорт» так характеризовал свой любимый удар по мячу: «Очень люблю удар с лета по мячу на высоте 80—100 см над землей. Мяч может лететь с любой стороны — справа или слева от меня. Желательное направление мяча — навстречу мне, по диагонали. Большинство голов забиваю этим ударом».

## Смерть

Могила Григория и Владимира Федотовых на Новодевичьем кладбище Москвы.

В 1957 году был отправлен руководством ЦДСА в Тбилиси на просмотр молодых футболистов. Чуть позже на его имя в столицу Грузинской ССР пришла телеграмма о его снятии с должности второго тренера команды. После этого Федотов исчез. Приехавший в Тбилиси Николай Старостин (он намеревался пригласить Федотова в «Спартак» на должность главного тренера) принялся разыскивать Федотова. Его нашли в своей комнате без чувств. Врачи поставили диагноз грипп и рекомендовали отправляться в Москву. По версии жены, он заразился ещё в столице, когда ухаживал за сыном, который вместе с матерью тогда и болел гриппом. Организм, ослабленный алкоголизмом, уже был не в состоянии справляться с такой болезнью.
Дома в Москве жена обнаружила на теле Григория Федотова какие-то налёты, но помочь уже ничем не могла. Федотов умер, принимая ванну в своей квартире. Прибывшие врачи констатировали смерть. При вскрытии выяснилось, что у Федотова было полностью поражено одно лёгкое.
Похоронен на Новодевичьем кладбище.

### Память
После его смерти в 1958 году ЦСКА учредил приз имени Григория Федотова самой результативной команде чемпионата. А в конце 1960-х был создан клуб Григория Федотова, в который включались футболисты, забившие больше 100 голов в соревнованиях высшего уровня (в чемпионате, кубке и играх за сборную СССР).
В 1986 году в Ногинске установлен памятник футболисту на стадионе «Знамя», его портрет есть также на памятнике к 225-летию города в сквере Бугрова. В 1994 году был создан Фонд ветеранов армейского футбола имени Григория Федотова. Также с конца 1950-х гг. в Ногинске проводился футбольный турнир для команд Ногинского района.
Имя Григория Федотова носил стадион клуба ЦСКА.

## Семья
Жена Валентина Ивановна (в девичестве Жаркова). Все её братья — Василий, Георгий и Виктор Жарковы — футболисты, мастера спорта. Сын Владимир Федотов — футболист, тренер.

## Достижения
- Чемпион СССР: 1946, 1947, 1948
- Серебряный призёр чемпионата СССР: 1945, 1949
- Обладатель Кубка СССР: 1945, 1948
- Финалист Кубка СССР: 1944 (провел финал с переломами малых берцовых костей обеих ног)[7]
- Лучший бомбардир чемпионата: 1939, 1940
- Чемпион Москвы: 1943 (чемпионат СССР в военные годы не разыгрывался), второй призёр и лучший бомбардир первенства столицы 1944, финалист кубка Москвы 1943
- Первый футболист, забивший в чемпионате СССР 100 голов.
- Вошёл в символическую сборную СССР за 50 лет (1967).
- В списках лучших футболистов 2 раза: № 1 — 1938, № 3 — 1948.
- Участник матча со сборной Басконии (как один из футболистов, усиливших в этом матче «Спартак» — 1 гол)
- Победитель III летней рабочей Олимпиады в Антверпене 1937 (как один из футболистов, усиливших на этом турнире «Спартак» — 4 игры, 4 гола) и Кубка Мира для рабочих команд, проходившего в рамках всемирной выставки в Париже 1937 (как один из футболистов, усиливших на этом турнире «Спартак» — 2 игры, 2 гола)

## Награды
- Орден Трудового Красного Знамени (27.04.1957) — «за успехи, достигнутые в деле развития массового физкультурного движения в стране, повышения мастерства советских спортсменов, и успешное выступление на международных соревнованиях»
- Орден Красной Звезды (21.08.1953)[8]
- Медаль «За боевые заслуги» (24.06.1948)
- Медаль «За победу над Германией в Великой Отечественной войне 1941-1945 гг.» (09.05.1945)

## Цитаты
Николай Старостин, «Футбол сквозь годы»:
Я уже говорил, что в своё время не мог налюбоваться игрой Григория Федотова. Не в том дело, что он забивал имевшие дорогую цену голы, и даже не в том, что, наблюдая за ним, нельзя было не испытывать эстетического удовольствия. Федотов надолго предвосхитил футбол будущего, внёс в игру столько нового, сколько не снилось самым прозорливым тренерам.
Ещё в довоенное время он с безошибочной разумностью, непринужденно действовал согласно требованиям обстановки, умел сыграть либо индивидуально, либо строго в командных интересах. С ним все партнёры играли хорошо, во всяком случае, лучше, чем в его отсутствие. Он быстро подмечал, кто в чём силен. Если, скажем, у его товарища уверенный удар с правой ноги, можно было не сомневаться, что Федотов откинет ему мяч под эту ногу. В пору жёстких тактических схем наперекор общепринятому он со своего левого фланга уходил и в центр, и направо — как ему подсказывала интуиция.
Повторюсь: он первым в нашем футболе начал забивать мячи головой в нападении. Стал постоянно пользоваться резаными ударами, когда о «сухом листе» никто и понятия не имел. У него был оригинальнейший бег, он бежал не выпрямляясь, а как бы приседая, и, чем более всего обескураживал защитников, неуловимо менял скорость: разгонится, приостановится и снова рванется. 
Лев Иванович Филатов, «ГРИША, Григорий Иванович»:
 Гриша со светлой волнистой есенинской прядью надо лбом, да и весь светлый, деревенский добрый озорник, сразу привлекал к себе внимание пружинистой согнутостью в плечах, наклоном тела вперёд, вольным свободным падающим шагом в низкой посадке, как на рессорах. В нём была какая-то неожиданная, не к месту, добродушная мягкость…
А дальше он получал мяч, который оказывался ему удивительно впору, и бежал с ним всё так же, чуть пригнувшись, длинными шагами, с виду не быстро, а на самом деле страшно быстро, что обнаруживалось, когда защитник отцеплялся. Даже не хочется называть то, что он делал, служебными словами: дриблинг, финты, навес, удар. Тогда что-то исчезает. Он это делал, но настолько по-своему, незаученно, что вроде бы он показывал нам всем, как ещё, по-федотовски, можно играть в футбол. Всё, чего касалась его большая нога, выглядело совсем не так, как мы привыкли видеть. Сильно пущенный мяч почему-то мягко и удобно снижался под удар партнёру. Вратарь на месте, а мяч после прикосновения Федотова его таинственно огибает и ложится в сетку. Ему бы полагалось бежать вправо — там свободно, а он режет угол, сближается с защитником, и будто не замечая его, прокидывает мяч вперёд, и продолжает свой стелющийся бег, уклонившись от столкновения, и бьёт, почти уже падая, в дальний угол. Мяч летит к нему, он склоняется до травы и бьёт подъёмом ноги в верхний угол. Он был странен, неправилен, чем и покорял больше всего. Федотов на поле, и ты только и ждешь, когда же он снова встретится с мячом.
Считалось, что Федотов «идеально маскировал свои взрывы». Именно так отозвался о нём тренер Михаил Якушин. А мне представляется, что он не был притворщиком, что больше всего и сбивало с толку защитников, привыкших ждать заготовленных каверз.
Николай Тарасов, «Воспоминания о футболе»:
Как на глянцевом мокром фото
Довоенный идёт футбол.
И совсем молодой Федотов
Забивает свой первый гол.
Я смотрю на него, как на Бога.
Мяч позвякивает и трава.
И оранжевая футболка
С солнцем, спрятанным в рукава.
У истории на довольствии
От далеких ворот ключи.
Где качаются, как в авоське,

Все федотовские мячи.

## Публикации
- Григорий Федотов. Записки футболиста. — М.: Молодая гвардия, 1952. — 188 с.